# 蒂萨陶尔多什
蒂萨陶尔多什（匈牙利語：Tiszatardos）是匈牙利包尔绍德-奥包乌伊-曾普伦州所辖的一个村。总面积8.93平方公里，总人口235，人口密度26.3人/平方公里（2011年1月1日）。